# Křesťanská církev esejská
Křesťanská církev esejská (KCE) je nové náboženské hnutí, které dosáhlo v České republice registrace v lednu 2022. Vzniklo v Německu a v současnosti působí ve více než třiceti zemích.
Od počátku svého působení v Česku vystupovala jako Církev essénsko-křesťanská. Její řízení o registraci bylo zahájeno pod novým jménem 11. ledna 2021 a datem registrace je 20. leden 2022. Podle vyjádření českého biskupa od registrace církev očekává možnosti k mezicírkevnímu dialogu a aktivnímu zapojení do náboženského života v České republice.
Církev je organizačně podřízená Christlich Essenische Kirche se sídlem v Erfurtu; v čele mezinárodní organizace stojí „PAX“, v čele české církve stojí zemský arcibiskup, jmenovaný PAX-em. Má dva řády (O.T.C.E.- Řád Chrámu Krista Esejských a ŘKN - Řád Královny nebes), které plní zejména charitativní poslání.
Sama církev definuje své cíle jako podporu ekumenického a mezináboženského sbližování.

## Základy víry, esejské Krédo a další základní postuláty esejské víry
Základem tohoto sblížení je kromě víry v jednoho Boha také předpoklad, že tradice starověkých esejců (či esénů) je původním učením, z nějž všechna náboženství a církve v podstatě vycházejí. Za významnou postavu tohoto učení považují Jana Křtitele. Předpokládají rovněž kontakty Ježíše Krista s esejci. Rovněž toto učení zahrnuje představy o reinkarnaci. O Ježíši Kristu učí, že je pravý Bůh i pravý člověk, že ovšem vyrůstal jako esejec, oženil se a měl děti.
Církev uznává čtyři svátosti: společenství lásky = eucharistie, při níž je užívána nekvašená hroznová šťáva (eucharistie se účastní i děti a taky věřící společenství odmítající pití alkoholu z náboženských nebo ze zdravotních důvodů), křest - ve třech druzích: křest svěcenou vodou (integrační křest), křest Duchem svatým a křest světlem léčivou modlitbu se vzkládáním rukou a kněžské svěcení
Krédo (Vyznání víry)
Věříme v Boha, našeho milujícího Otce. Boha, který považuje lidi za své děti. Otce, který nás miluje a podporuje v našem rozvoji, bez toho, abychom z Jeho strany pociťovali hrozby a tresty. Věříme v jednotu Univerza s Bohem. Věříme, že všichni lidé jako děti Boží, jsou jedna velká lidská rodina. Věříme v trojjedinost Boha v podobě Otce, Krista a Ducha svatého. Věříme v Boha, jako milostivého Otce. Věříme v osobu Ježíše, který ve své lidské existenci prezentoval v (do té doby) nepoznané míře Kristovu sílu, a proto je právem označovaný jako Syn Boží. Věříme v Ducha svatého, který prezentuje mateřskou část osobnosti Boha. Věříme v Marii – Matku Ježíše – Královnu andělů. Věříme a víme o existenci andělů a jejich pomoci pro nás.
Desatero pravd pro éru Krista
Jsem Pán Tvůj Bůh
1. Smíš poznat, že ty a JÁ jsme jedno.
2. Smíš poznat, že JÁ jsem ti OTCEM i MATKOU.
3. Smíš ve společenství se MNOU a vším, co je zde, žít a milovat.
4. Smíš žít v harmonii se vším.
5. Smíš povýšit ducha nad matérii.
6. Smíš soustavně kráčet v MÉM světle.
7. Smíš toužit po poznání.
8. Smíš se pomocí poznání osvobodit od všech lidských okovů a zlomit nevyhnutelnost karmy.
9. Smíš zachovávat MŮJ klid a mír.
10.Smíš si ctít Zemi a nanovo ji přetvářet podle MÉ vůle.
Pět božských principů je esencí esejského vírovyznání, které vede člověka zpět ke svému původu v Bohu:
- Princip rovnosti (akceptování): Princip rovnosti je úloha poznat, že jsme si všichni rovni, všichni máme stejný původ (Boha).

- Princip čistoty (pochopení): Princip čistoty je úloha poznat, že „čistí“můžeme být pouze tehdy, když budeme mít pochopení pro všechny ostatní bytosti.

- Princip JÁ JSEM (důvěra): Princip JÁ JSEM je úloha poznat, že jen díky absolutní důvěře v Boha samého můžeme být takoví, jací jsme skutečně částí Boha.
- Princip vůle (víra): Princip vůle je úloha poznat, že my, když věříme, pochopíme, že jsme sami dali povolení ke všem našim procesům učení.
- Kristův princip (láska): Kristův princip je úloha poznat, že jsme všichni přes (skrze, díky) naši lásku částí Krista a pouze prostřednictvím lásky se vyvíjíme do úplnosti.

## Členství v církvi
Církev nemá laické členy. Členy církve jsou jen vysvěcení kněží. Na přijetí každého však církev staví své široké působení bez ohledu na konfesní členství.